# Йоан Кондостефан
Йоан Кондостефан (на старогръцки: Ιωάννης Κοντοστέφανος; на латински: Johannes Contostephanus; † сл. 1166) е византийски аристократ, военачалник и администратор от средата на XII век – племенник на император Мануил I Комнин, по чието време е управител (дука) на Солун.

## Произход и семейство
Той е син на панхиперсеваста Стефан Кондостефан (ок. 1107 – 1149) и на византийската принцеса Анна Комнина (* 1100), дъщеря на византийския император Йоан II Комнин (1087 – 1143) и Ирина (1088 – 1134)., с което се падал племенник на император Мануил I Комнин (1118 – 1180), който му се падал вуйчо.
Брат е на Алексий († 1176), Андроник Кондостефан († сл. 1182) и Ирина.
Йоан Кондостефан се жени за знатна аристократка, която някои съвременни изследователи идентифицират погрешно с Теодора Комнина – внучка на император Йоан II Комнин, родена от брака на дъщеря му Мария с Йоан Рогерий Даласин. Малко вероятно е обаче Йоан да е взел за съпруга своя първа братовчедка, тъй като толкова близко родство между двамата би било канонична пречка за брачен съюз.
Йоан Кондостефан има един син:
- Андроник Кондостефан († 23 февруари 1209), става монах с името Антоний

## Кариера
За ранните години на Йоан Кондостефан не се знае нищо. Най-ранната информация за него се отнася към 1162 г., когато в качеството си на солунски дука издава акт в полза на атонския манастир „Свети Атанасий“, с който урежда имотен спор между манастира и прониара Панкратий Анема, за когото било установено, че държи неправомерно манастирски имот (проастий), граничещ с неговата прония, както и 8 манастирски парици, които неправомерно преселил от този манастирски имот. По-късно Йоан Кондостефан се споменава сред участниците в синода, свикан във Влахерна през март 1166 г., на който присъства заедно с брат си Алексий. Вероятно взема участие във военните кампании на вуйчо си, като със сигурност е засвидетелствано единствено участието му в похода срещу Селджукския султанат през лятотот на 1176, когато в Лопадион след кратко боледуване умира брат му Алексий. След това за Йоан Кондостефан не се споменава нищо повече, като това кара някои изследователи да смятат, че той е сред мнозината видни аристократи и военачалници, загубили живота си в злополучната за ромеите битка при Мириокефалон орез септемви същата година, макар да липсват сведения, че Йоан е участвал в битката. Обаче гръцкият историк Констанинос Варзос е на мнение, че Йоан вече е бил покойник към 1182 г., когато брат му Андроник Кондостефан вдига бунт срещу император Андроник I Комнин.